# Alemania Federal en la Copa Mundial de Fútbol de 1958
La Selección de Alemania Federal fue uno de los 16 equipos participantes de la Copa Mundial de Fútbol de 1958, que se realizó en Suecia.
Como campeón vigente Alemania Occidental obtuvo el cupo directo hacia Suecia 1958 para refrendar su copa ganada cuatro años previos en Suiza.

## Jugadores
Estos son los 22 jugadores convoados para el torneo:

## Participación

### Fase de grupos
| Equipo             | Pts | PJ | PG | PE | PP | GF | GC | Dif |
| ------------------ | --- | -- | -- | -- | -- | -- | -- | --- |
| Irlanda del Norte  | 5   | 4  | 2  | 1  | 1  | 6  | 6  | 0   |
| Alemania Federal 1 | 4   | 3  | 1  | 2  | 0  | 7  | 5  | 2   |
| Checoslovaquia     | 3   | 4  | 1  | 1  | 2  | 9  | 6  | 3   |
| Argentina          | 2   | 3  | 1  | 0  | 2  | 5  | 10 | -5  |

| 8 de junio de 1958, 19:00 | Argentina   | 1:3 (1:2) | Alemania Federal          | Malmö Stadion, Malmö                                       |                                                            |
|                           | Corbatta 2' | Reporte   | Rahn 32' 79' · Seeler 40' | Asistencia: 31 156 espectadores Árbitro(s): Reginald Leafe | Asistencia: 31 156 espectadores Árbitro(s): Reginald Leafe |

| 11 de junio de 1958, 19:00 | Alemania Federal       | 2:2 (0:2) | Checoslovaquia                | Olympiastadion, Helsingborg                              |                                                          |
|                            | Schäfer 59' · Rahn 70' | Reporte   | Dvořák 24' (pen.) · Zikán 43' | Asistencia: 25 000 espectadores Árbitro(s): Arthur Ellis | Asistencia: 25 000 espectadores Árbitro(s): Arthur Ellis |

| 15 de junio de 1958, 19:00 | Alemania Federal      | 2:2 (1:1) | Irlanda del Norte | Estadio de Malmö, Malmö                                              |                                                                      |
|                            | Rahn 20' · Seeler 79' | Reporte   | McParland 19' 60' | Asistencia: 21 990 espectadores Árbitro(s): Fernandes Joaquim Campos | Asistencia: 21 990 espectadores Árbitro(s): Fernandes Joaquim Campos |

### Cuartos de final
| 19 de junio de 1958, 19:00 | Alemania | 1:0 (1:0) | Yugoslavia | Estadio de Malmö, Malmö                                     |                                                             |
|                            | Rahn 12' | Reporte   |            | Asistencia: 20 055 espectadores Árbitro(s): Raymon Wyssling | Asistencia: 20 055 espectadores Árbitro(s): Raymon Wyssling |

### Semifinales
| 24 de junio de 1958, 19:00 | Suecia                               | 3:1 (1:1) | Alemania    | Estadio Ullevi, Gotemburgo                               |                                                          |
|                            | Skoglund 32' · Gren 81' · Hamrin 88' | Reporte   | Schäfer 24' | Asistencia: 49 471 espectadores Árbitro(s): Istvan Zsolt | Asistencia: 49 471 espectadores Árbitro(s): Istvan Zsolt |

### Tercer lugar
| 28 de junio de 1958, 17:00 | Francia                                                | 6:3 (3:1) | Alemania                                 | Estadio Ullevi, Gotemburgo                                    |                                                               |
| | Fontaine 16' 36' 78' 89' · Kopa 27' (pen.) · Douis 50' | Reporte   | Cieslarczyk 18' · Rahn 52' · Schäfer 84' | Asistencia: 32 483 espectadores Árbitro(s): Juan Regis Brozzi | Asistencia: 32 483 espectadores Árbitro(s): Juan Regis Brozzi |
| Just Fontaine es el segundo jugador en anotar durante todos los partidos que disputó hasta el final del torneo Es también el cuarto jugador en lograr anotar 4 goles (curiosamente ante Alemania Federal). También el único en tener un alto registro de goles en un solo Mundial. |                                                        |           |                                          |                                                               |                                                               |

## Estadísticas

### Posiciones
| Equipo | Equipo           | Pts | PJ | PG | PE | PP | GF | GC | Dif | Rend  |
| ------ | ---------------- | --- | -- | -- | -- | -- | -- | -- | --- | ----- |
| 1      | Brasil           | 11  | 6  | 5  | 1  | 0  | 16 | 4  | 12  | 91,7% |
| 2      | Suecia           | 9   | 6  | 4  | 1  | 1  | 12 | 7  | 5   | 75%   |
| 3      | Francia          | 8   | 6  | 4  | 0  | 2  | 23 | 15 | 8   | 66,7% |
| 4      | Alemania Federal | 6   | 6  | 2  | 2  | 2  | 12 | 14 | -2  | 50%   |